# 手塚敏雄
手塚 敏雄（てづか としお、1885年10月11日 - 1969年7月30日）は、日本の実業家。川崎重工業社長、会長を務めた。

## 経歴・人物
栃木県河内郡河内町出身。1916年に東京帝国大学法学部を卒業し、翌年に川崎造船所に入社した。取締役を経て、1950年8月に川崎重工業社長に就任し、1961年7月に会長に就任した。1954年1月からは川崎航空機社長も兼任し、1961年11月からは同社会長を務めた。
関西テレビ放送取締役、ラジオ関西取締役なども歴任した。1965年に勲三等瑞宝章を受章した。
1969年7月30日急性肺炎のために死去。83歳没。